# Louise Lönnroth
Agnes Gerda Louise Lönnroth, född 26 mars 1945, var landsarkivarie vid Landsarkivet i Göteborg 1998–2011, där hon varit verksam sedan 1968.
Som forskare har Louise Lönnroth skrivit om svensk barnhistoria och internationell arkivhistoria samt om genusperspektiv inom arkivvetenskap och arkivverksamhet. Hon har undervisat vid Göteborgs universitet i barn- och ungdomskultur och arkivvetenskap. Hon deltog som expert i den statliga arkivutredningen Arkiv för alla 2001 och var ledamot med fokus på museernas arkiv i museiutredningen Genus på museer 2002–2003.
Louise Lönnroth är dotter till historikern Erik Lönnroth och fil. kand. Ebba Lönnroth, ogift Lagercrantz, och syster till Johan Lönnroth, Lars Lönnroth, Ivar Lönnroth och Peter Lönnroth.